# Kulturkamp
 "Kulturkampen" omdirigeres hertil. For anden betydning, se Kulturkampen (tidsskrift).
Kulturkamp er et begreb, som stammer fra Tyskland (Kulturkampf), hvor det i 1870'erne blev brugt som betegnelse for det tyske kejserriges – og frem for alt rigskansleren Bismarcks – kamp mod den katolske kirke. Bismarck ønskede et sekulariseret samfund, hvor kirke og stat var adskilt, og hvor ikke mindst pavens indflydelse blev begrænset. 
Bismarck ønskede også at kunne lovgive på områder, som kirken traditionelt havde anset for sine enemærker. 
Ordet blev anvendt i Danmark i 1930'erne da kulturradikalismen organiserede sig i kampen mod nazismen. Foreningen fik navnet Frisindet Kulturkamp, Den eksisterede 1935-1940 og udgav bladet Kulturkampen. 
Efter 2. verdenskrig blev begrebet kulturkamp brugt af Hakon Stangerup, som i 1946 udgav bogen Kulturkampen om kampen i Danmark i 1870'erne mellem nationalliberalismen og Det Moderne Gennembrud som det blev formuleret af Georg Brandes. 
Senest er begrebet kulturkamp anvendt i 2000'erne hvor den daværende statsminister Anders Fogh Rasmussen i 2003 lancerede det som samlende betegnelse for et opgør med statsliggørelsen og individets umyndiggørelse, som han så som effekten af årtiers socialistisk dominans i dansk politik. Han ønskede at borgeren skulle sættes over systemerne, og at folk i større grad skulle tage ansvar for deres eget liv. Denne 'kulturkamp' synes dog at have hentet betydelig inspiration fra den samtidige amerikanske "Culture war", vendt imod påstået venstreorienteret kulturdominans fra 1960'erne og frem. En slags videreførelse af den kolde krig, nu vendt mod venstreorienterede og feministiske tendenser som påståedes at have domineret og undermineret traditionelle amerikanske dyder.